# Michael Thonet

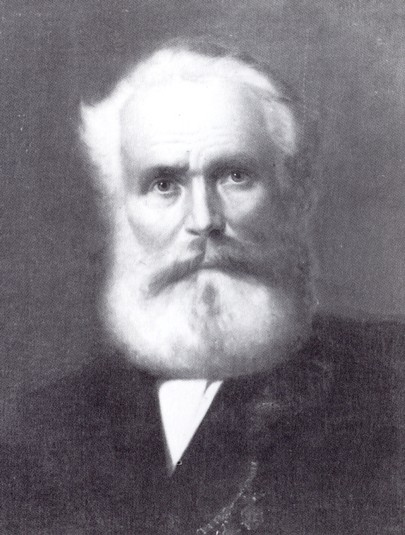
Michael Thonet (um 1855)

Michael Thonet (* 2. Juli 1796 in Boppard; † 3. März 1871 in Wien) war ein deutsch-österreichischer Tischlermeister und Gründer der Gebrüder Thonet Bugholzmöbel-Fabrik in Wien. Thonet gilt weltweit als ein Pionier der Möbelproduktion und des Möbeldesigns.

## Biografie
Thonet war der Sohn des Gerbermeisters Franz Anton Thonet, der wie seine Ahnen aus Andernach stammte und 1796 nach Boppard übersiedelte. Im Kirchbuch war zunächst der französisch klingende Name „Donet“ eingetragen. Es wird vermutet, dass die Verdeutschung des Namens in Thonet erfolgte, um sich von den Franzosen zu distanzieren, die seinerzeit das Rheinland annektiert hatten.
Nach einer Tischlerlehre machte sich Thonet 1819 als Bau- und Möbeltischler selbstständig. Ein Jahr später heiratete er Anna Grahs. Mit ihr hatte er sieben Söhne, von denen zwei allerdings bereits im Kleinkindalter starben. Auch seine sechs Töchter überlebten das Kleinkindalter nicht.
Thonets Arbeit – zunächst nach hergebrachten Methoden konstruierte Möbel im Stil des Biedermeier – wurde geschätzt, und seine Produkte fanden auch in den benachbarten Städten am Rhein und im ganzen Moselgebiet Käufer. Von Anfang an war er um Qualität und Innovationen bemüht. Um 1830 begann Thonet mit Versuchen, Möbel aus verleimten und gebogenen Holzleisten herzustellen. 1836 hatte er mit dem Bopparder Schichtholzstuhl einen ersten Erfolg. Den für diese Arbeitsweise benötigten Leim lieferte die Michelsmühle aus Boppard. Versuche, sich sein Verfahren patentieren zu lassen, scheiterten 1840 in Preußen sowie 1841 in Großbritannien, Frankreich und Russland. Vor ihm hatten bereits Samuel Gragg 1808 und Jean-Joseph Chapuis 1815 Stühle aus gebogenen Holzteilen hergestellt.
Auf der Koblenzer Gewerbeausstellung im Jahre 1841 machte Thonet die Bekanntschaft von Fürst Klemens Wenzel Lothar von Metternich. Dieser soll, von den Möbeln begeistert, zu Thonet gesagt haben: „In Boppard werden Sie immer ein armer Mann bleiben. Kommen Sie nach Wien.“ Thonet nahm die Einladung an den kaiserlichen Hof nach Wien an und konnte schon im darauf folgenden Jahr seine Möbel, speziell seine Stühle, dem Kaiserhaus vorstellen.
Als der Betrieb in Boppard in eine finanzielle Krise geriet, wurde Thonets Eigentum gepfändet und versteigert. Thonet wanderte samt seiner Familie 1842 nach Wien aus. Zunächst fertigte er dort nur billige Stühle für den Möbelhändler Clemens List, die guten Absatz fanden. Auf dessen Empfehlung hin nahm er Kontakt zum englischen Architekten Peter Hubert Desvignes auf, der ihn an die Werkstatt Leistler empfahl. In den Jahren 1843 bis 1846 arbeitete Thonet gemeinsam mit seinen Söhnen für den Betrieb Carl Leistler an der Innenausstattung des Stadtpalais Liechtenstein.

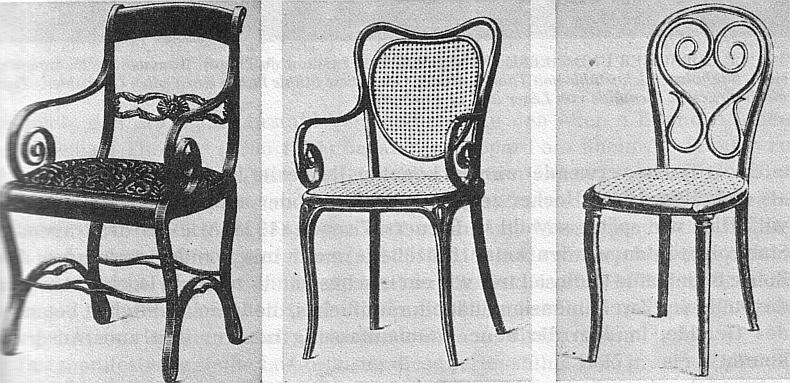
Bugholzstühle von Michael Thonet 1836–1851, links der „Bopparder Stuhl“ (1836–1840)

Ab dem Jahre 1849 wagte er wieder selbständig zu arbeiten und gründete eine eigene Werkstätte, die er bereits 1853 in einem Gesellschaftsvertrag an seine Söhne als zukünftige Inhaber übertrug. Er behielt in der Firma Gebrüder Thonet aber bis zu seinem Tode die oberste Leitung.
Bereits 1850 entstand sein Stuhl Nr. 1. Bei der Great Exhibition – der Londoner Industrieausstellung 1851 – erhielt Thonet für seine Vienna bentwood chairs eine Bronzemedaille und schaffte damit seinen internationalen Durchbruch. Bei der Weltausstellung Paris 1855 erreichte er eine Silbermedaille. Er verbesserte ständig seine Produktionsmethoden. So gelang ihm 1855 erstmals das Biegen von Massivholz. 1856 eröffnete Thonet eine weitere Fabrik in Koritschan in Mähren. Zum Fabrikgelände gehörten ausgedehnte Buchenwälder, die große Bedeutung für die Fabrikation hatten. Zudem war gegenüber dem Standort Wien die große Menge an ungelernten und damit billigen Arbeitskräften ein wichtiger Standortfaktor.
Der 1859 entwickelte Stuhl Nr. 14 – besser bekannt als Konsumstuhl Nr. 14 – gilt bis heute als „Stuhl aller Stühle“; bis 1930 wurden davon ca. 50 Mio. Stück produziert und verkauft. Die Firma Gebrüder Thonet erzielte mit diesem Entwurf bei der Weltausstellung Paris 1867 eine Goldmedaille.
Am 10. Januar 1862 starb Thonets Frau Anna. Thonet vergrub sich noch mehr in seine Arbeit und war auch in der Folge an allen Geschäftsgründungen und Neuentwicklungen maßgebend beteiligt. Nach Aussagen von Besuchern und Mitarbeitern hielt er sich oft in seinem Arbeitsanzug auf dem Betriebsgelände auf, was gelegentlich zu Verwechslungen führte: In Anekdoten wird berichtet, dass er auf die Frage nach der Firmenleitung Besucher immer an seine Söhne verwies, ohne selbst erkannt zu werden.
Kaiser Franz Joseph I. zeichnete Michael Thonet mit dem Goldenen Verdienstkreuz mit der Krone sowie mit dem Ritterkreuz des Franz-Joseph-Ordens aus.

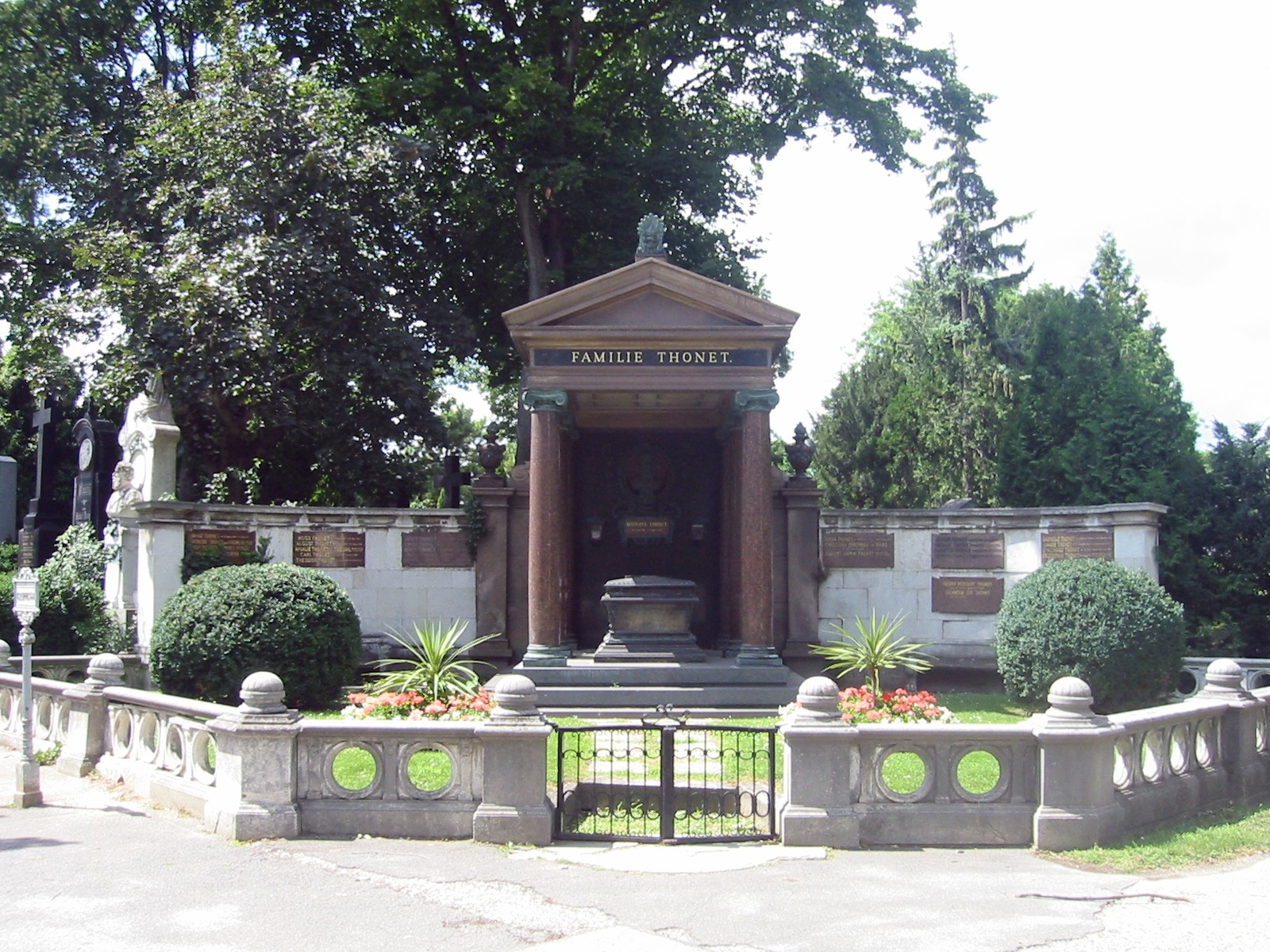
Gruft der Familie Thonet auf dem Wiener Zentralfriedhof

Gegen Ende des Jahres 1870 zog sich Thonet bei der Besichtigung eines Waldes in Ungarn eine Erkältung zu, von der er sich nicht mehr erholte. Im Alter von 75 Jahren starb Michael Thonet am 3. März 1871 in Wien. Zu diesem Zeitpunkt unterhielt die Fa. Gebrüder Thonet Verkaufsstellen in Barcelona, Brüssel, Bukarest, Chicago, Frankfurt am Main, Graz, Hamburg, London, Madrid, Marseille, Moskau, New York, Neapel, Odessa, Paris, Prag, Rom und Sankt Petersburg sowie zahlreiche Fabrikationsstätten, vor allem in Mittel- und Osteuropa.
Seine erste Grabstätte befand sich auf dem Sankt Marxer Friedhof in Wien. 1888 wurde Thonet in die Familiengruft auf dem Wiener Zentralfriedhof umgebettet. Auf dem Friedhof von Koritschan (heute Koryčany, Tschechien) befindet sich ebenfalls eine „Grabstätte der Familie der Thonets“ (tschechisch: Hrobka rodiny Thonetů).
Auch nach dem Tod Michael Thonets wuchsen sein Unternehmen und die entstandene Bugholzmöbelindustrie weiter: Um das Jahr 1900 betrieben in Österreich-Ungarn und außerhalb 52 Firmen in mehr als 60 Fabriken die Erzeugung von Möbeln aus gebogenem Holz. In Österreich-Ungarn allein beanspruchte diese Industrie die regelmäßige forstwirtschaftliche Nutzung von 150.000 ha Buchenwaldungen. Bugholzmöbel wurden in alle Welt exportiert und etwa 30.000 Menschen fanden auf diesem Erwerbsgebiet Beschäftigung.
Im Jahr 1953 wurde nach Michael Thonet die Thonetgasse im 22. Wiener Gemeindebezirk Donaustadt benannt.

## Wirken

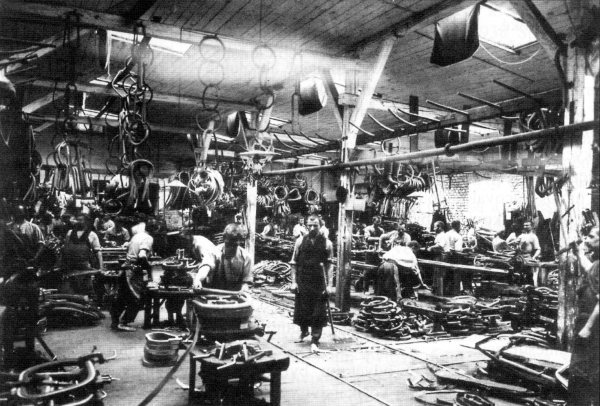
Produktion in Bistritz am Hostein in der Tschechoslowakei, 1930

Im Jahre 1819 gründete Michael Thonet seinen Einmannbetrieb, der bald durch seine Qualitätsarbeit weithin bekannt wurde. Auf erste systematische Experimente mit neuen Verarbeitungstechniken schlossen sich 1830 erfolgreiche Formversuche mit Furnierschichten und im Leim gekochten Stäben an. 1841 meldete er ein Patent für die Bugholztechnik in Frankreich, England und Belgien an. Thonet beteiligte sich an der Ausstellung von Versuchsarbeiten in Koblenz. Der Staatskanzler Fürst Metternich, der selbst aus Koblenz stammte, wurde auf Thonet aufmerksam und ermunterte ihn zur Umsiedlung nach Wien.
Thonet unternahm 1842 eine Reise nach Wien und erlangte dort ein Patent der k.k. Hofkammer Wien: «Jede, selbst die sprödeste Gattung Holz auf chemisch-mechanischem Wege in beliebige Formen und Schweifungen zu biegen.» Die teuren, 1841 beantragten Auslandspatente brachten finanzielle Rückschläge. Thonet nahm an der „Allgemeinen Industrie-Ausstellung“ in Mainz teil und beschäftigte in seiner Werkstatt 20–25 Arbeiter. Nach der Umsiedlung der Familie nach Wien begann eine Zusammenarbeit mit dem Wiener Möbelhändler Clemens List. Die Produktion preiswerter Stühle führte zu gutem Absatz. 1843 begann die Zusammenarbeit mit dem englischen Architekten P. H. Desvignes.
In den Jahren 1843–1846 folgte die Ausstattung des Palais Liechtenstein mit Parkett unter Leitung der Werkstatt von Karl Leistler nach einem Entwurf von P. H. Desvignes. 1849 war das Ende der Arbeit für Leistler und Thonet machte sich in Wien zusammen mit seinen Söhnen selbstständig. Sein Gönner P. H. Desvignes unterstützte ihn über zwei Jahre mit regelmäßigen wöchentlichen Geldvorschüssen. Das Café Daum am Kohlmarkt in Wien wurde mit dem Sessel Nr. 4 aus Mahagoni, dem  sprichwörtlichen Wiener Kaffeehausstuhl möbliert. Dieser wurde dann 1876 gegen den inzwischen ausgereiften Serientyp Nr. 14 ausgetauscht. Das Hotel „Zur Königin von England“ in Pest (Buda-Pest) orderte 400 Sessel aus hellem Eschenholz.
Der Stuhl Nr. 4 wurde 1850 im „Niederösterreichischen Gewerbeverein“ ausgestellt und erweckte allgemeines Interesse. Bei der die Weltausstellung in London 1851 im Kristallpalast von Joseph Paxton erhielt der Stuhl die Prämierung mit der großen Bronzemedaille – der höchsten Auszeichnung für Industrieprodukte. Die Ausstellungsstücke kaufte P. H. Desvignes für seinen Landsitz in Lewisham bei London an, die nach seinem Tode im Jahre 1883 von der Familie Thonet wieder zurückgekauft wurden.

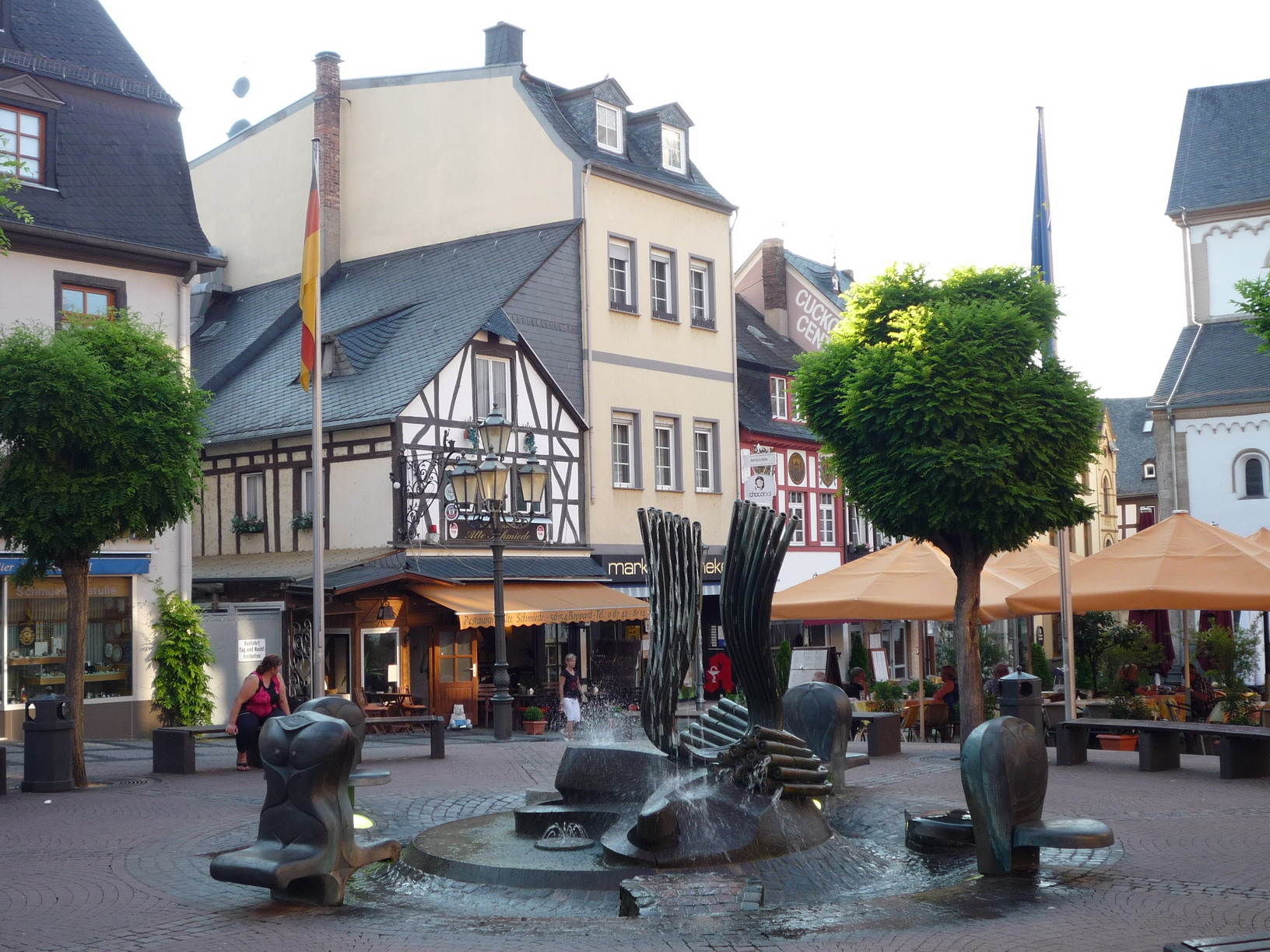
Thonet-Brunnen in Gedenken an Michael Thonet auf dem Bopparder Marktplatz

Michael Thonet beantragte 1852 für seine fünf Söhne das Patent „Dem Holze durch Zerschneiden und Wiederzusammenleimen jede beliebige Biegung und Form in verschiedener Richtung zu geben“, welches bis zum 28. Juli 1864 verlängert wurde. Die erste Verkaufsniederlassung öffnete in der Strauchgasse, im Palais Montenuovo (Wien). 1853 erfolgte aus Platzgründen die Umsiedlung in die zu Gumpendorf gehörige Mollardmühle. Die Firma Thonet beschäftigte 42 Arbeiter (neun Tischler, einen Drechsler, acht Furnierschneider (Handbetrieb), zwei Leimer, acht Raspler, zwei Beizer, zehn Polierer und zwei Zusammenschrauber). Die Rohrgeflechte wurden in Heimarbeit hergestellt. Die erste Dampfmaschine mit vier PS wurde in der Produktion eingesetzt, und erste Lieferungen gingen ins Ausland. Am 1. November 1853 übertrug Michael Thonet das Geschäft auf seine fünf Söhne: Franz, Michael, August, Josef und Jakob Thonet.
1854 wurden auf der inoffiziellen Weltausstellung in München unter anderem die bereits serienmäßig hergestellten Stuhlmodelle Nr. 2 und Nr. 3 gezeigt.
1855 nahm er an der Weltausstellung in Paris (mit preiswerten „Consummöbeln“) teil und bekam erste Exportaufträge aus Frankreich und Südamerika. 1856 wurde Thonet und seinen Söhnen die österreichische Staatsbürgerschaft verliehen. Es folgte die Erteilung des Patents „Auf die Anfertigung von Sesseln und Tischfüßen aus gebogenem Holze, dessen Biegung durch Einwirkung von Wasserdämpfen oder siedenden Flüssigkeiten geschieht“. Dieses blieb bis zum 10. Dezember 1869 in Kraft, bis es durch Verzicht endete. Das Unternehmen baute das Zweigwerk in Koritschan zur Fertigung von Halbfabrikaten, die im Stammhaus in Wien montiert wurden.
Im Jahre 1857 kamen erste Fertigprodukte aus dem Werk in Koritschan zur Produktion von aus Einzelteilen zusammenschraubbarer Möbel für den Export auch in tropische Länder. 1858 wurde die Wiener Fabrik in der Mollardgasse aufgelöst. 1859 begann die Produktion mit Hilfe neuartiger Stahlschienen, die eine exakte Biegung massiver Holzstäbe ermöglichten. Der Stuhl Nr. 14 wurde ins Programm aufgenommen und im Werk in Koritschan produziert. Er wurde zum meistfabrizierten Modell, bis 1930 waren 50 Millionen hergestellt.
1860 ließ Thonet ein für das Militär interessantes Nabenrad mit Speichen patentieren, dem zwar eine große Aufmerksamkeit, aber kein finanzieller Erfolg beschieden war. Die Länder Preußen, England und Frankreich umgingen die Patentgebühren, indem sie vorgaben, ein solches Rad schon konzipiert zu haben. Der erste Schaukelstuhl aus gebogenem Holz wurde in Koritschan produziert. Er wurde ein großer Verkaufserfolg und löste die schweren Modelle aus Metall ab, die bislang ohne großen Erfolg auf dem Markt waren. Im Jahre 1860 beschäftigte die Fabrik Koritschan circa 300 Arbeiter und produzierte täglich circa 200 Stühle und Möbelstücke.
Die Firma Gebrüder Thonet schloss 1861 einen mehrjährigen Holzlieferungsvertrag mit dem Besitzer der bei Holleschau (Nordbahnstation Hullein) gelegenen Herrschaft Bistritz am Hostein, Ernst Freiherr von Laudon, ab und baute im Jahre 1861 die Fabrik Bistritz.
1862 folgte eine Teilnahme an der Weltausstellung in London mit in Großserien konzipierten Modellen, die ein großer Verkaufserfolg wurden. Es kam zur Gründung einer Filiale in London, No. 16 Ludgate Hill. Thonets Ehefrau Anna, mit der er seit 1820 verheiratet war, verstarb in diesem Jahr.
1865 wurde ein Werk in Groß-Ugrócz gebaut, das 1866 in Betrieb ging. 1867 entstand eine Fabrik mit Sägewerk in Hallenkau in Wsetin.
1869 erfolgte ein freiwilliger Verzicht auf das Privilegium (Patent) von 1856 „Auf die Anfertigung von Sesseln und Tischfüssen aus gebogenem Holze, dessen Biegung durch die Einwirkung von Wasserdämpfen oder siedenden Flüssigkeiten geschieht“.
Thonet verstarb im Jahr 1871, sein 1851 prämierter Stuhl Nr. 4 wurde 1873 in die „additionelle Abtheilung für die Geschichte der Erfindungen der internationalen Wiener Ausstellung“ aufgenommen. 1880 wurde die bislang größte Fabrik in Nowo-Radomsk in Russisch-Polen gegründet. 1889 folgte die Gründung einer Fabrik im hessischen Frankenberg, die heute das Stammhaus ist.
Die Gebrüder Thonet beschäftigten im Jahre 1900 etwa 6000 Arbeiter, die etwa 4000 Möbelstücke am Tag produzierten. 1918 erfolgte die Gründung der Thonet AG. Nach dem verlorenen Ersten Weltkrieg mit der Marktkonkurrenz aus Amerika und Russland erfolgte 1923 eine Fusion mit dem Mitbewerber Mundus (Kohn), durch die die gefährdete Vormachtstellung auf dem Weltmarkt gesichert wurde. Eine Fabrik in der Tschechoslowakei lieferte monatlich etwa 20.000 Stühle nach England. 1929/1930 wurde die Stahlrohrmöbelproduktion in Frankenberg aufgenommen.
Nach Kriegsende 1945 brach das internationale Thonet-Imperium auseinander und die ausländischen Firmensitze gingen eigene Wege. Im ehemals kleinsten Werk, im hessischen Frankenberg, wurde die Produktion wieder aufgenommen und wird bis heute erfolgreich weiter betrieben. Dort befindet sich das Firmenmuseum. Ein weiteres Museum befindet sich in Friedberg (Steiermark), wo zwischen 1963 und 2006 „Thonet Vienna“ einen Produktionsstandort hatte.

## Bedeutung
Obwohl das Bugholzmöbel keine Wiener Erfindung ist, so wird der Bugholzsessel außerhalb Österreichs immer wieder kurz als „Wiener Sessel“ bezeichnet. Die Technik, gedämpftes Holz zu biegen, war bereits im Mittelalter gebräuchlich. Thonet hat zu Beginn seines Arbeitslebens als Schreiner die Möglichkeiten des gebogenen Holzes erkundet. In der Folge beschäftigte sich Michael Thonet mit einer handwerklich ökonomischeren Umsetzung spätbiedermeierlicher Möbelformen und verschrieb sich der Vervollkommnung und industriellen Nutzung dieser Idee. Dies erreichte er mit Hilfe in Schichten verleimter, gebogener Furnierschwarten. Die Grundsätze seiner Arbeit umfassten eine materialgerechte Formfindung, Werkzeugbau und industrielle Produzierbarkeit. Aber erst sein 1842 auf Vermittlung des Fürsten Metternich erfolgter Umzug nach Wien eröffnete ihm den größeren Markt des österreichischen Kaiserreiches. Es war aber anfangs nicht das breite Publikum, das den Wert seiner Möbel erkannte, sondern zunächst vor allem eine sachverständige Elite.
In konsequenter Weiterentwicklung der Holzbiegetechnik gelang es ihm, 1852 ein Patent auf das Biegen schichtverleimten Holzes in mehrere Richtungen und schließlich 1856 ein solches auf das Biegen massiven Holzes anzumelden. Die Möbel Thonets weisen „trotz der Massenproduktion immer eine aus der Materialtreue erwachsende Handwerksästhetik (auf), die niemals eine Form zuließ, die dem Holz in seiner Struktur und seiner technischen Bedingtheit widersprach.“ Die Prototypen wurden ständig verbessert, bevor sie in millionenfache Serienproduktion gingen.
Die großartige Leistung Thonets liegt neben der Weiterentwicklung der Holzbiegetechnik vor allem in seiner Begabung, diese in eigenständige, einer breiten Käuferschicht zugängliche und formal durch ihre Selbstverständlichkeit überzeugende, zeitlose Produkte umzusetzen. Seine aus der Faszination mit einer Verarbeitungstechnik entstandene Ästhetik weist dem Sitzmöbel jener Zeit neue Richtungen, die bis in die Gegenwart wirksam sind.
Das MAK Wien besitzt eine große Möbelsammlung und zeigt in seiner Dauerausstellung einen Überblick über hundert Jahre Thonet’scher Produktion sowie jener der Konkurrenzfirmen (beispielsweise der Gebrüder Kohn und der Danhauser’schen Möbelfabrik) von den 1830er bis in die 1930er Jahre.

## Bugholztechnik
Während der traditionelle Tischler eine Schwingung durch Sägen, Hobeln oder Schnitzen aus dem vollen Block gewann, versuchte Thonet dies schon früh durch Biegung, also durch Verformung des starren Holzes zu erreichen. Die Vorteile dieser Verfahrensweise sind Kostensenkung, Reproduzierbarkeit auch durch angelernte Hilfskräfte, industrielle Massenfertigung, Materialersparnis (kaum Holzabfälle), kurze Produktionszeit, geringes Gewicht (Transport, Aufstellung, Export), niedriger Verkaufspreis („Consummöbel“), Haltbarkeit (Verschraubung nachziehbar, stabile Konstruktion), Elastizität, Formschönheit (elegante Schwünge, Klarheit) und Originalität (Wiedererkennbarkeit, Neuartigkeit).
Der moderne Ansatz Thonets fand kaum Widerhall bei den Zeitgenossen, die einen ornamental überladenen und handwerklich aufwändigen Stil bevorzugten. Allein in Wien waren um 1850 etwa 2400 Tischlerwerkstätten damit beschäftigt, den historistischen Zeitgeschmack zu befriedigen, der als „Makart-Stil“ bekannt wurde.
Thonet war konsequent in der Ausnutzung der neuen technischen und wirtschaftlichen Möglichkeiten. Sein Erfolg, einen Buchenrundstab so zu biegen, dass er weder reißt noch übermäßig gestaucht wird, geht auf Studieren und Experimentieren zurück. Erst dadurch wurde eine industrielle Produktion möglich. Frühe Versuche mit verleimten Furnierstreifen eigneten sich bei weitem nicht so gut, wie die ausgeführten Modelle und Prototypen beweisen. Ein 1851 auf der Weltausstellung in London gezeigtes Tischchen wurde aufwändig aus acht Furnierschichten, die in ebenfalls acht Streifen geschnitten wurden, so dass ein Paket aus 64 Stäben entstand, die, nachdem sie in Leim gekocht wurden, beliebig biegen und schweifen ließen. Diese Methode erwies sich aber als unwirtschaftlich, da sie arbeitsintensiv ist und großes handwerkliches Geschick voraussetzt. Zudem ist das schichtverleimte Holz feuchtigkeitsempfindlich und damit nicht für den Export in feucht-warme Länder geeignet.
Das Biegen massiver Stäbe bringt Probleme mit sich, da das Holz auf der äußeren Seite auf Zug belastet wird und damit reißen kann, auf der inneren dagegen auf Druck belastet wird und somit gestaucht wird, wodurch die Holzfasern ebenfalls brechen und knicken können. Frühe Versuche, das Holz in heißem Leimbad zu kochen, brachten nicht die erforderliche Geschmeidigkeit des Materials. Erst mehrstündiges Bedampfen mit dem deutlich heißeren Wasserdampf machte das Holz so flexibel, dass es sich auch mit großer Kraft in Biegeschablonen aus Gusseisen zwingen ließ und nach dem Trocknen auch seine Form behielt. Die notwendigen Anlagen und Formen wurden in eigenen Werkstätten erstellt.
An komplizierten und selbst entworfenen Schablonendrehbänken wurden die gebogenen Rohlinge schließlich rund gefräst, und zwar so, dass sie sich stellenweise verdickten und verjüngten, je nach konstruktiver Notwendigkeit oder gestalterischer Absicht. Für die Montage mit Schrauben wurden die gefrästen Einzelstücke noch vorgebohrt, bevor sie in die Endbehandlung gingen.
In den Versuchen erwies sich das Holz der Rotbuche als besonders geeignet. Es war flexibel und stabil, zudem in Europa in großen Mengen verfügbar. Dabei spielte das Alter des Baumes keine Rolle für die spätere Verwendung.

## Industrielle Möbelproduktion

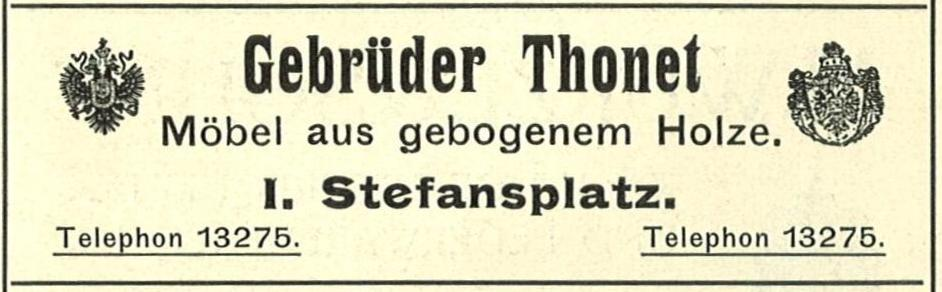
Anzeige von 1906

Thonet begann als Tischler mit einem Einmannbetrieb und leitete zusammen mit seinen Söhnen schließlich ein Firmenimperium mit Niederlassungen und Werken in allen möglichen Ländern, das zeitweise 6000 Menschen Arbeit bot. Der Firmengründer hat sich nicht nur als geschickter Handwerker und kreativer Erfinder bewiesen, sondern auch als erfolgreicher und weitblickender Geschäftsmann, der mit großem Fleiß ein konsequentes Lebenswerk hinterlassen hat.
Auf Anraten des Fürsten Metternich verlegte Thonet seinen Standort nach Österreich: „In Boppard werden Sie immer ein armer Mann bleiben, gehen Sie nach Wien!“ Dort fand er durch die Empfehlungen seines Fürsprechers wegbereitende Kontakte, die von seinen Neuerungen überzeugt waren. Innerhalb weniger Jahre expandierte die international operierende Firma.
Die günstige Standortwahl seiner späteren Werke verkürzte die Transportwege des Holzes und senkte die Lohnkosten durch Anlernen ungelernter Arbeitskräfte. Seit 1849 werden alle Thonetstühle mit einem Brandzeichen ausgestattet. In Fabriken in Böhmen, Mähren, Ungarn und Russland wurden über 865.000 Bugholzmöbelstühle pro Jahr produziert.
Als Thonet starb, bestanden folgende Fabriken:
- Fabrik Koritschan (1856) mit den Filialen Buchlowitz, Butschowitz und Stfilek.
- Fabrik Bistritz (1861) mit den Filialen Holleschau, Keltsch, Vschechowitz, Drevohostitz und Pohlitz.
- Fabrik Groß-Ugrócz (1865) mit den Filialen Oszlány, Privitz, Skeczan, Klein-Ugrócz, Koláczna, Bart, Zsambrokreth, Chinoran und der Dampfsäge Zsittva (Zay-Ugrócz), und schließlich
- die Fabrik Hallenkau (1868) mit der Filiale Wsetin.

Es bestanden ferner eigene Verkaufshäuser in Wien, Budapest, Brünn, Berlin, Hamburg, Amsterdam, Paris und London.
Die Ausstellungen, welche der ersten Londoner Weltausstellung des Jahres 1851 folgten, hatten Michael Thonet auch Ehrungen und Anerkennungen, wie das Ritterkreuz, des Franz-Joseph-Ordens neben dem goldenen Verdienstkreuze mit der Krone sowie den mexikanischen Guadeloupe-Orden gebracht.
Bis 1871 erhielt die Firma Gebrüder Thonet zahlreiche Auszeichnungen:
- 1851 Weltausstellung in London, Bronzemedaille.
- 1854 Allgemeine deutsche Industrieausstellung München, Bronzemedaille.
- 1855 Weltausstellung in Paris, Silberne Medaille.
- 1862 Weltausstellung in London, Bronzemedaille.
- 1862 Niederösterreichischer Gewerbeverein in Wien, Silberne Medaille.
- 1864 Ausstellung in Linz, Große silberne Medaille.
- 1865 Internationale Ausstellung in Dublin, Bronzemedaille.
- 1865 Ausstellung in Salzburg, Silberne Medaille.
- 1865 Gewerbe-Industrieausstellung Stettin, Bronzemedaille.
- 1865 Internationale Ausstellung Köln, Silberne Medaille.
- 1866 Land- und Forstwirtschaftliche Ausstellung Wien, Silberne Medaille.
- 1867 Landwirtschaftliche Ausstellung in Salzburg, Silberne Medaille.
- 1867 Weltausstellung in Paris, Goldene Medaille.
- 1869 Internationale Gartenbauausstellung in Hamburg, Silberne Medaille.
- 1869 Internationale Ausstellung Amsterdam, Goldene Medaille.
- 1869 Ausstellung Altona, Goldene Medaille.
- 1870 Ausstellung Cassel, Goldene Medaille.

## Stuhl Nr. 4
Das Café Daum (1830–1877), Kohlmarkt 6 bzw. Wallnerstraße 2, war das erste öffentliche Lokal, das seit 1849 komplett mit Stühlen von Thonet ausgestattet war. Der Stuhl Typ Nr. 4 mit einer aus einem einzigen Stück gebogenen Rückenlehne ist seitdem der klassische Wiener Kaffeehausstuhl. Die historische Bedeutung dieser Entscheidung von Frau Daum wird dadurch belegt, dass Thonet 24 Jahre später auf der Weltausstellung 1873 einen dieser Stühle ausstellte, um die frühere Herstellungsweise zu demonstrieren.
Die frühe Absicht, Luxusmöbel herzustellen, wie sie noch auf der Weltausstellung 1851 in London gezeigt wurden, erwies sich bald als unzweckmäßig. Die sinnvollste Verwendung der neuartigen Bugholztechnik ergab sich bei den leicht transportierbaren, leichten und doch stabilen, dabei formschönen Kaffeehausstühlen. Man findet sie auf vielen alten Abbildungen wieder, so zum Beispiel im berühmten Literaturcafé Griensteidl oder dem von Adolf Loos eingerichteten Café Museum.

## Stuhl Nr. 14

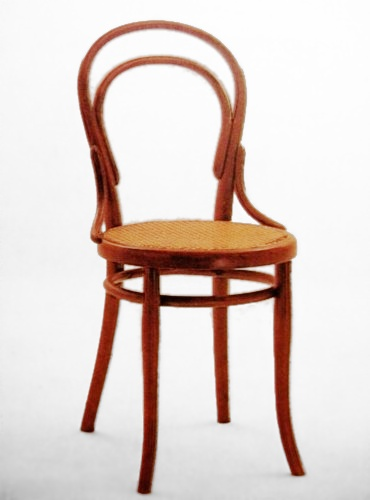
Thonet-Stuhl Nr. 14

„In dem Bestreben, dem Artikel durch Einführung billiger Consumsorten eine grössere Verbreitung zu verschaffen und ihn allgemein zugänglich zu machen, hat die Fabrik Koritschan im Jahre 1859 jene Type geschaffen, welche als Sessel Nr. 14 der Hauptconsumartikel der Thonet’schen Industrie geworden und geblieben ist.“(Gedenkschrift von 1896). Dieser einfache Stuhl begründete den Weltruhm Thonets. Der „Stuhl Nr. 14“, heute Modell 214, gilt als der traditionelle Stuhl für Wiener Kaffeehäuser und ist das meist produzierte Sitzmöbel der Welt, zudem eines der erfolgreichsten Industrieprodukte überhaupt. Bis 1930 wurde der Stuhl bereits 50 Millionen Mal verkauft. Er verkörpert alle Vorteile der neuen Bugholztechnik: Formschönheit, Funktionalität, Materialersparnis, Erschwinglichkeit und Haltbarkeit. Er wurde anfangs für drei Gulden angeboten, weswegen man ihn damals auch „Dreiguldenstuhl“ nannte.
Der Stuhl wurde nach dem Bausatz-Prinzip in Einzelteilen als flaches Paket in alle Welt ausgeliefert und erst vor Ort montiert. Die Verbindung der gebogenen Teile erfolgte durch Verschraubung und nicht wie sonst üblich mit Leim.
Der Stuhl, dessen Rückenlehne schlicht von zwei gebogenen Holzstäben gebildet wird, besteht aus einer minimalen Anzahl an Teilen plus 10 Schrauben und zwei Muttern. Michael Thonet reduzierte Form und Material, bis keine Verbesserung mehr möglich war, um ihn mit dem geringsten Fertigungsaufwand herzustellen.
Thonet-Stühle, insbesondere der Stuhl Nr. 14, gelten international als Design-Klassiker. Sie werden original nachgebaut gehandelt oder mit leichten Abweichungen imitiert preiswerter verkauft.